# Bataille croato-bulgare de 852
Guerres croato-bulgares
La bataille croato-bulgare de 852 est le premier conflit militaire connu entre les armées de la Bulgarie (à partir de 913 l'Empire bulgare ), sous le règne de Boris Ier, et le duché de Croatie littorale, dirigé par le duc Trpimir Ier, pendant la première guerre croate-bulgare. Elle s'est déroulée sur le territoire croate, à proximité de la frontière croato-bulgare dans le nord-est actuel de la Bosnie-Herzégovine. Aucun des belligérants n'est sorti victorieux, les forces bulgares se sont retirées et finalement les deux parties ont conclu un traité de paix.